# Borbás Mária (műsorvezető)
Borbás Mária (Bácsalmás, 1968. április 29. –) Prima Primissima díjas magyar televíziós műsorvezető-szerkesztő.

## Élete
A Bács-Kiskun megyei Bácsalmáson született és Madarason nőtt föl, az általános iskolát is itt végezte. Gimnáziumba már Bajára járt. Gyermekként fogorvosnak, majd logopédusnak készült, felsőfokú tanulmányait a pécsi Janus Pannonius Tudományegyetem Természettudományi Karán biológia–földrajz szakpáron és a bajai Eötvös József Főiskola művelődésszervező szakán végezte. Végül soha nem dolgozott tanárként, mert elvállalta egy cég belső terjesztésű lapjának főszerkesztői állását.
1994-ben családja javaslatára jelentkezett a Magyar Televízió szerkesztő-riporter és műsorvezető képző iskolájába. A képzés két éve alatt a Híradónál, a Szórakoztató Stúdiónál és a Napközi című délelőtti magazinműsornál gyakornokoskodott. A tanfolyam sikeres elvégzése után főszerkesztői állását feladva 1995-től bemondó volt egészen a csatornától való távozásáig, 2002-ig.
Első önálló műsorvezetői munkája az 1996-1998 között futott Telemázli sorsolás volt, ezt egy év múlva a Játék határok nélkül című nagy sikerű nemzetközi szórakoztató vetélkedőműsor követte, aminek három évadon át volt a háziasszonya. Eközben a Gazdasági Szerkesztőségben is dolgozott szerkesztő-asszisztensként és műsorvezetőként.
1997–1998 között Rózsa Györggyel közösen vezette a Szombat Este című zenei műsort, majd a Zeneszombat című, másfél órás élő, zenés show-műsort 1999-ben, aminek műsorvezetője és felelős szerkesztője volt. Ezután a Naprakész című magazinműsor és a számára legkedvesebb munkája a Főtér című országjáró magazin műsorvezetője lett. 2002-ben csatlakozott a frissen alakult Hír TV stábjához, ahol a csatorna egyik meghatározó arca lett. A Hir TV Egy nap, Családmese, Vörös és fehér, Arcok a liftben, Buké című műsoraiban szerepelt rendszeresen.
2011 őszén újra a Magyar Televízió szerződtette, ahol Gasztroangyal című műsora rövidesen nagyon népszerűvé vált a nézők körében. Az M1 televíziócsatorna házi népszerűségi toplistáján a Kékfény (544 ezer néző) után a Gasztroangyal (539 ezer néző) az egyik legnépszerűbb műsornak bizonyult. 2013-ban a digitális átállás népszerűsítésének arca volt.
Kétszer volt férjnél, gyermeke egy korábbi betegsége miatt nem születhetett. Sokáig Solymáron élt harmadik férjével, Krisztics Dezső dramaturggal. 2020, a pandémia éve óta őrségi házába költözött, Szalafőre.

## Egyéb műsorai
- Egy nap
- Telemázli
- Arcok a liftben
- Szombat este
- Zeneszombat
- Buké
- Értékmentés másként
- Családmese
- Vörös és fehér
- Gasztroangyal[13]
- Életművész
- Négy szellem
- Új idők, új dalai
- Borbás Marcsi szakácskönyve

## Szakácskönyvei
- Egy nap, egy recept; szerzői, Bp., 2003
- A sűrűje; Stratcomm Kft., Bp., 2014
- A sűrűje 2.; Stratcomm Kft., Bp., 2015
- Édes békeidők. Édes-krémes művészet; Stratcomm Kft., Bp., 2016
- Magyarország finom. Szívem csücske ország sarka. Őrség, Vendvidék, Göcsej, Balaton "mellyéke", Zselic; Stratcomm Kft., Bp., 2018
- Magyarország finom. Vadregényes kelet; Stratcomm Kft., Bp., 2019
- Magyarország finom. Határon túl és azon is túl – Erdély; Stratcomm Kft., Bp., 2021

## Elismerések
- A Magyar Érdemrend lovagkeresztje (2017)
- Budapestért díj (2018)[14]
- Szalai Annamária-médiadíj (2018)
- Prima díj (2021)[15]
- Prima Primissima közönségdíj (2021)[15]
- Gundel Károly-díj (2022)[16]